# Senou Coulibaly
Senou Coulibaly (Pontoise, 4 settembre 1994) è un calciatore francese naturalizzato maliano, difensore dell'Omonia.

## Caratteristiche tecniche
È un difensore centrale alto e dotato di una notevole stazza fisica

## Carriera

### Club
Prodotto del settore giovanile del Cergy-Pontoise, nel 2017 viene acquistato dal Mantes con cui colleziona 25 presenze in Championnat de France amateur.
Il 12 giugno 2018 viene acquistato a titolo definitivo dal Digione, con cui sottoscrive un contratto fino al 2020.
Esordisce l'11 agosto disputando da titolare l'incontro di Ligue 1 vinto 2-1 contro il Montpellier grazie ad una sua rete al 91' sugli sviluppi di un calcio d'angolo.

### Nazionale
Nel 2021 ha esordito nella nazionale maliana; successivamente, è stato convocato per la Coppa delle nazioni africane 2021.